# St. Maria Magdalena (Lochen)

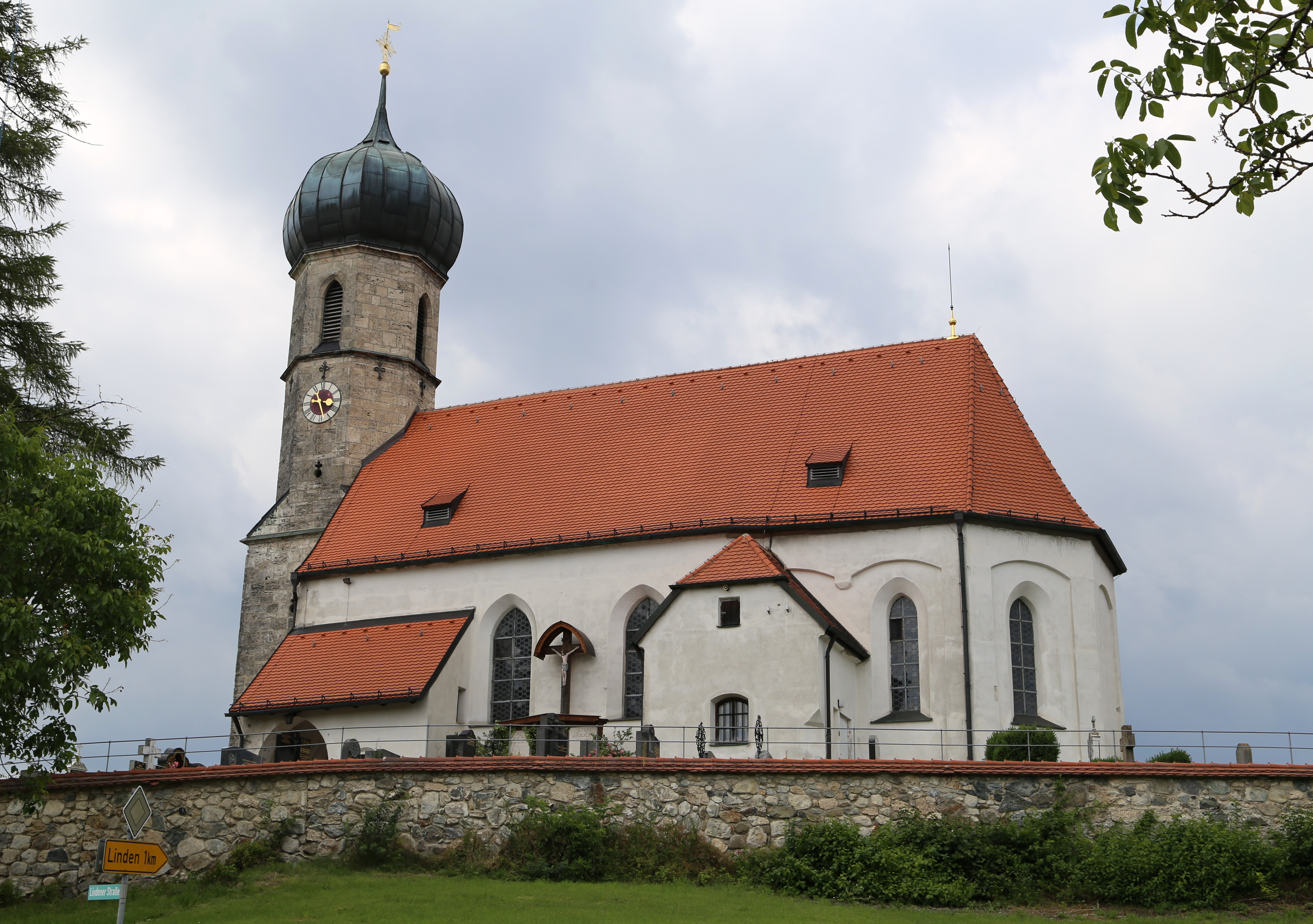
St. Maria Magdalena in Lochen

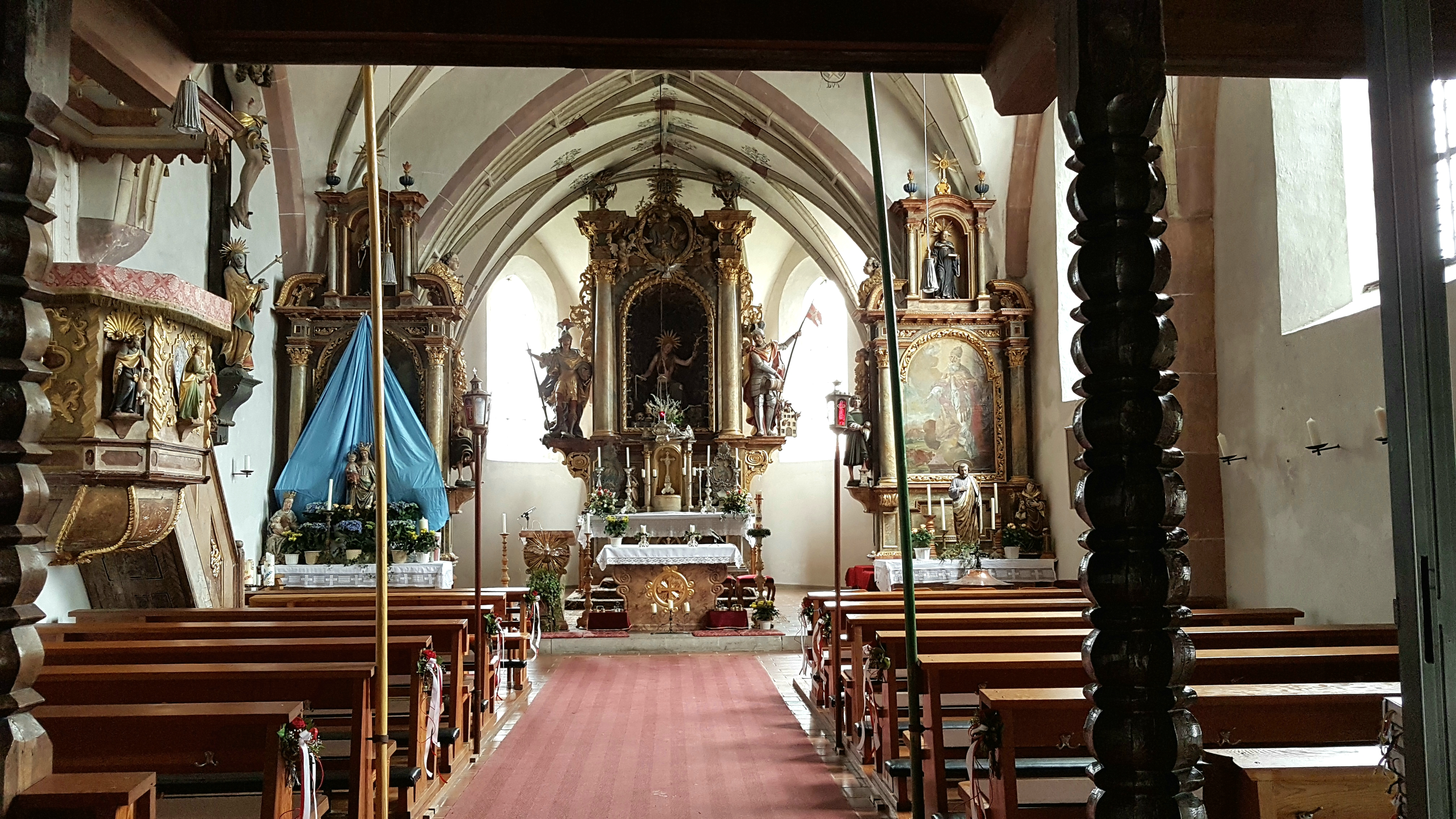
Blick zum Chor

Die römisch-katholische Filialkirche St. Maria Magdalena steht in Lochen, einem Gemeindeteil von Dietramszell im oberbayerischen Landkreis Bad Tölz-Wolfratshausen. Die Kirche steht unter Denkmalschutz und ist in der Liste der Baudenkmäler in Dietramszell unter der Nr. D-1-73-118-108 eingetragen. Die Kirche gehört zum Dekanat Bad Tölz-Wolfratshausen im Erzbistum München und Freising.

## Beschreibung
Die spätgotische Saalkirche wurde 1520 erbaut und 1782 verändert. Sie besteht aus dem Langhaus zu drei Jochen, dem eingezogenen Chor mit Fünfachtelschluss im Osten, der Sakristei an der Südwand des Chors, einem Vorbau an der Südwand des Langhauses und dem Kirchturm im Westen. Von dessen zwei achteckigen, mit einer Zwiebelhaube bedeckten Obergeschossen aus Quadermauerwerk enthält das untere die Turmuhr und das obere den Glockenstuhl.
Der Innenraum des Langhauses ist mit einem Netzgewölbe überspannt. Die Wandmalereien aus der Mitte des 16. Jahrhunderts wurden 1960 freigelegt. An der Nordwand des Chors zeigt sich eine Schutzmantelmadonna. Im Langhaus ist das Jüngste Gericht zu sehen. Das Altarretabel des Hochaltars wird von Säulen flankiert, neben denen die Skulpturen des heiligen Georg und des Florian von Lorch stehen.

## Orgel

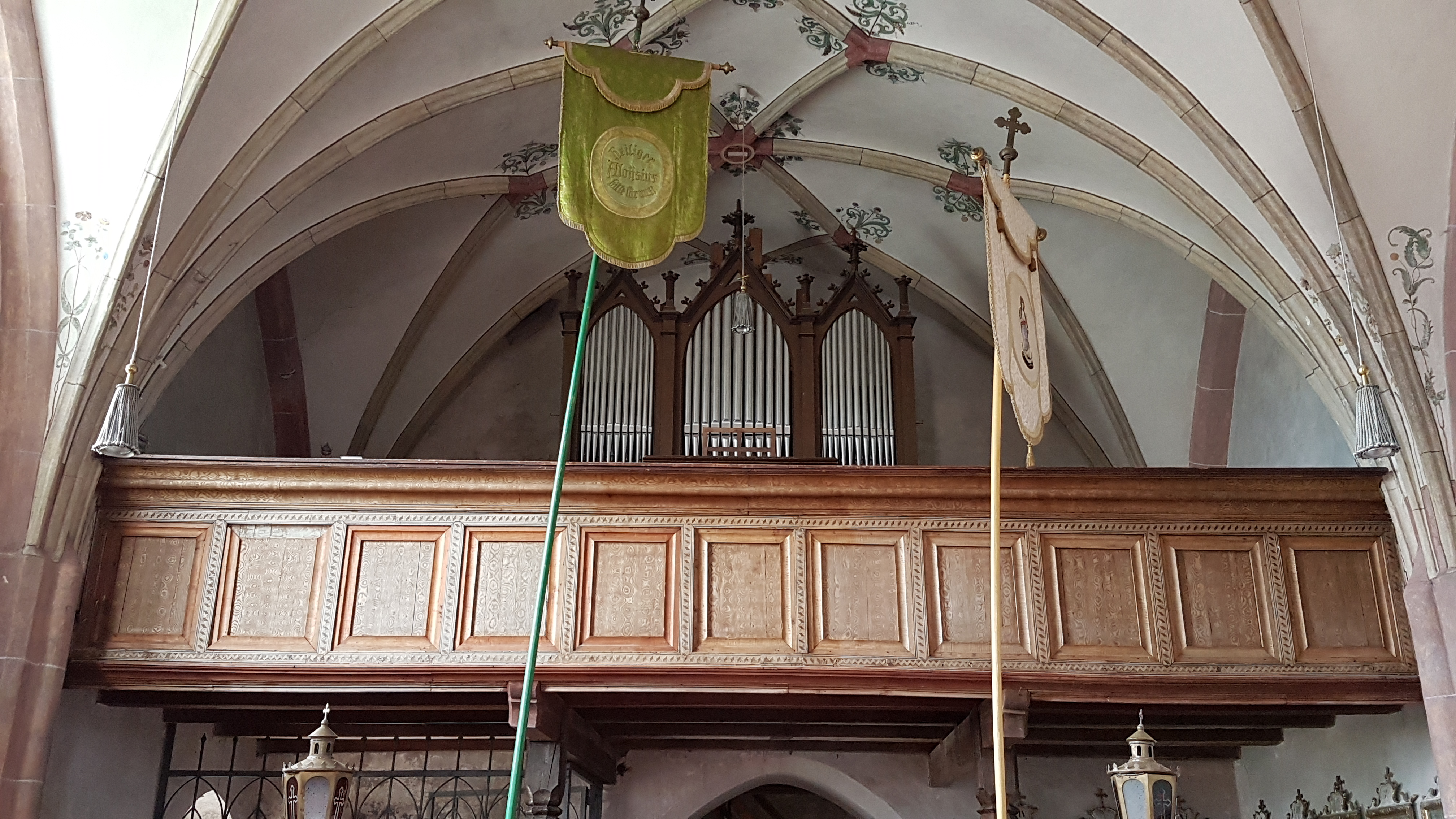
Die Maerz-Orgel

Die Orgel mit 6 Registern auf einem Manual und Pedal wurde von Franz Borgias Maerz als op. 294 im Jahr 1894 neu gebaut. Die Disposition lautet:
| Manual       |    |
| Principal    | 8′ |
| Gedackt      | 8′ |
| Salicional   | 8′ |
| Traversflöte | 4′ |
| Fugara       | 4′ |

| Pedal  |     |
| Subbaß | 16′ |

- Koppeln: M/P
- Bemerkungen: Kegellade, pneumatische Spiel- und Registertraktur, freistehender Spieltisch